# Dmitri Dinze
Dmitri Vladimirovitx Dinze (en rus: Динзе Дмитрий) és un advocat rus, conegut per haver defensat casos mediàtics i membre d'un col·lectiu de lletrats especialitzats en la defensa dels Drets Humans.
Nascut el 1977, el 1998 es va graduar a l'Institut Legal de Sant Peterbsburg, del Ministeri de l'Interior de Rússia, i va treballar com investigador a la policia i la fiscalia del districte d'Admiralteiski. L'any 2000 va esdevenir advocat, especialitzant-se en dret penal. Va integrar-se l'associació Agora, que proporciona defensa legal a víctimes de presumptes abusos dels drets humans per part de funcionaris governamentals com ara policies, militars i funcionàris de presons, amb una atenció especial a periodistes, activistes polítics, bloggers i organitzacions no governamentals (ONG). Dinze ha sigut advocat de coneguts casos, com les Pussy Riot, l'antifeixista Aleksei Gaskarov, el terrorista Abror Azimov, o el cineasta Oleg Sentsov, al que va representar durant l'entrega del Premi Sàkharov a la Llibertat de Consciència atorgat pel Parlament Europeu a Sentsov el 2018. També va defensar l'empresa creadora de Telegram quan la justícia russa va intentar bloquejar l'ús d'aquesta aplicació de missatgeria.